# کرسمکی
کَرْسَمَکی (به فنلاندی: Kärsämäki) یک منطقهٔ مسکونی در فنلاند است که در اوستروبوتنیای شمالی واقع شده‌است.